# Antigio
Antigio (... – Saint-Anthot, prima del IX secolo) è stato un vescovo franco, venerato come santo dalla Chiesa cattolica.

## Biografia
Antigio morì prima del IX secolo in un villaggio oggi chiamato Saint-Anthot, nella Borgogna, e in questo luogo fu sepolto. Della sua vita non si sa niente, fu probabilmente uno dei tanti vescovi itineranti, cioè senza sede fissa, che giravano l'Europa del tempo, operando conversioni fra i popoli barbari e pagani e fondando chiese e diocesi nei territori evangelizzati.

## Culto
Per paura delle devastazioni normanne, il prete Aimone trasportò la sua salma a Chiney, nel dipartimento della Saona e Loira e, successivamente, in Italia, molto probabilmente nel gennaio 887, quando i Normanni minacciarono la provincia e la città di Autun.
Il corpo fu deposto infine nel monastero dei Santi Faustino e Giovita a Brescia fondato pochi anni prima da Ramperto, del quale lo stesso prete Aimone fu poi abate per otto anni e mezzo. Nel corso dei secoli, questo santo è stato classificato di volta in volta come vescovo di Brescia o di Tolone, o altro ancora.
Le sue spoglie sono ancora oggi conservate nella chiesa dei Santi Faustino e Giovita a Brescia nell'altare della Natività, il terzo a destra, in un'urna marmorea utilizzata come paliotto e protetta da una grata. L'urna risale al Seicento e reca incisa l'iscrizione "S. ANTIGY / EP.".
La festa di sant'Antigio si celebra il 14 novembre.